# Reggenza di Nganjuk
La reggenza di Nganjuk (in indonesiano: Kabupaten Nganjuk) è una reggenza dell'Indonesia, situata nella provincia di Giava Orientale.